# Diomar Menezes
Diomar Menezes Costa (Jataí, 10 de julho de 1923 — Rio de Janeiro, 10 de abril de 1946) foi um militar brasileiro, piloto de combate da Segunda Guerra Mundial. Foi tenente da Força Aérea Brasileira.

## Carreira Militar
Aspirante da Reserva Convocado para a função de Piloto de combate, em 25 de Dezembro 1944, apresentou-se em Pisa vindo diretamente da escola de Pilotagem dos Estados Unidos onde cursou aulas de pilotagem em aviões de guerra. Piloto de combate da esquadrilha vermelha, completou 71 missões de guerra. Sua primeira missão foi em 18 de Janeiro 1945 e sua última em 1 de maio 1945. Em 30 de abril 1945, portanto sua penúltima missão, recebeu ferimento provocado por um estilhaço da aeronave inimiga na mão esquerda, em 21 maio de 1945, promovido a 2º Tenente.

## Regresso e Morte
Ao regressar ao Brasil, continuou como instrutor de combate aéreo na Base de Santa Cruz. Em uma manobra delicada de treinamento aéreo, sofreu abalroamento aéreo pelo seu ala, seu T-6 teve a asa dobrada e ficou sem dirigibilidade. O acidente emperrou a capota e por isso não foi possível para ele saltar. Seu avião acabou caindo e ficando enterrado no lodo do fundo da Baía de Sepetiba, com a queda do avião ele veio a ter morte instantânea. O avião do aluno ficou levemente danificado e pousou normalmente na Base Aérea de Santa Cruz (RJ), em sua cidade natal existe uma praça com seu nome.
- Nome de Guerra: Menezes
- Patente/Registro: Aspirante Aviador da Reserva Convocado / BO-170-1A
- Função: Piloto de Combate
- Promoções: Em 21 de maio de 1945, promovido a 2º Tenente
- Condecorações:
  -  Cruz de Sangue
  -  Cruz de Aviação Fita A
  -  Medalha da Campanha da Itália
  -  Air Medal (EUA)
  -  Presidential Unit Citation (EUA)